# Вашингтон (округ Шавано, Вісконсин)
Вашингтон (англ. Washington) — місто (англ. town) в США, в окрузі Шавано штату Вісконсин. Населення — 1965 осіб (2020).

## Демографія
Згідно з переписом 2010 року, у місті мешкало 1895 осіб у 854 домогосподарствах у складі 591 родини. Було 1314 помешкання
Расовий склад населення:
| - 94,5 % — білих - 2,4 % — корінних американців - 0,2 % — вихідців з тихоокеанських островів - 0,2 % — чорних або афроамериканців - 0,1 % — азіатів - 1,6 % — осіб інших рас |

До двох чи більше рас належало 1,0 %. Частка іспаномовних становила 2,8 % від усіх жителів.
За віковим діапазоном населення розподілялося таким чином: 16,0 % — особи молодші 18 років, 56,7 % — особи у віці 18—64 років, 27,3 % — особи у віці 65 років та старші. Медіана віку мешканця становила 52,5 року. На 100 осіб жіночої статі у місті припадало 108,9 чоловіків;  на 100 жінок у віці від 18 років та старших — 106,5 чоловіків також старших 18 років.
Середній дохід на одне домашнє господарство  становив 66 201 долар США (медіана — 57 424), а середній дохід на одну сім'ю — 76 176 доларів (медіана — 62 847). Медіана доходів становила 47 500 доларів для чоловіків та 31 875 доларів для жінок. За межею бідності перебувало 3,1 % осіб, у тому числі 1,8 % дітей у віці до 18 років та 6,1 % осіб у віці 65 років та старших.
Цивільне працевлаштоване населення становило 948 осіб. Основні галузі зайнятості: виробництво — 22,8 %, освіта, охорона здоров'я та соціальна допомога — 21,4 %, роздрібна торгівля — 12,0 %, сільське господарство, лісництво, риболовля — 10,8 %.